# Камилевский, Людвик
Лю́двик Камиле́вский (пол. Ludwik Kamilewski, 25 августа 1946, Шортандинский район, Акмолинская область — 21 января 2019, Луцк) — польский католический священнослужитель, ординарий житомирского деканата (Украина), почётный прелат Его Святейшества.

## Биография
В 1974 году был рукоположён в священника в Риге.
В 1974—1991 годах был викарием во Львовской архикафедральной базилике. Во времена «перестройки» и в начале 90-х лет XX-го века занимался возвращением католических церквей во Львовской и Волынской областях. В 1991—1999 годах был настоятелем, а в 1991—2000 годах деканом в Луцкой епархии на Волыни. Добился возвращения кафедрального собора Свв. Апостолов Петра и Павла в Луцке, а также многочисленных церквей на Волыни, среди которых известный Олыцкий коллегиальный костёл Св. Троицы.
В 1999—2000 годах был настоятелем прихода в Киверцах возле Луцка.
С 2000 года служил в Киевско-житомирской епархии. В течение одного года был настоятелем кафедрального собора Св. Софьи в Житомире. В последнее время являлся настоятелем прихода Св. Вацлава в этом городе. Являлся деканом житомирского деканата, который охватывает 15 приходов. Награждён высоким званием капеллана Святейшего Отца и каноника коллегиального Львовского митрополичьего капитула.

## Награды
Награждён Золотой медалью Объединения «Польское общество» (2007).

## Сочинения
- Ks. Ludwik Kamilewski, «Odrodzenie Kościoła rzymskokatolickiego w obecnym dekanacie łuckim (1989—1997)», [w:] «Polacy i Kościół rzymskokatolicki na Wołyniu w latach 1918—1997;